# NGC 704
NGC 704 ist eine elliptische Galaxie vom Hubble-Typ E-S0 im Sternbild Andromeda am Nordsternhimmel. Sie ist schätzungsweise 218 Millionen Lichtjahre von der Milchstraße entfernt und hat einen Durchmesser von etwa 40.000 Lichtjahren. Die Galaxie gilt als Mitglied der Galaxiengruppe Abell 262. Gemeinsam mit LEDA 197601 bildet sie ein gravitativ gebundenes Galaxienpaar.

Im selben Himmelsareal befinden sich u. a. die Galaxien NGC 703, NGC 705, NGC 708, NGC 710.
Das Objekt wurde am 21. September 1786 vom deutsch-britischen Astronomen William Herschel entdeckt.